# ديفيد فريمان (مغني)
ديفيد فريمان (بالإنجليزية: David Freeman)‏ هو مغني وكاتب أغاني بريطاني، ولد في 25 سبتمبر 1957.

## وصلات خارجية
- ديفيد فريمان على موقع ميوزك برينز (الإنجليزية)
- ديفيد فريمان على موقع ديسكوغز (الإنجليزية)